# 大石神社
大石神社（おおいしじんじゃ）は、赤穂事件において討ち入りをした大石良雄ら赤穂浪士（赤穂義士）を祀る神社。江戸時代には江戸幕府にはばかって表立って顕彰することはできなかったが、1868年（明治元年）、明治天皇が赤穂浪士の墓のある泉岳寺に勅使を遣わし、これを弔って以降、赤穂城内に神社を作ろうとする動きが起きた。大正から昭和初期に赤穂市と京都市に赤穂浪士を祀る神社が創建された。江戸時代後期から流行していた藩祖を祀った神社のひとつ。

## 赤穂大石神社
兵庫県赤穂市の赤穂城の中にある。赤穂神社と大石神社が統合されたもの。旧社格は県社で、現在は神社本庁の別表神社。旧・赤穂神社祭神の赤穂藩主浅野家・森家祖霊と旧・大石神社祭神の大石良雄ら赤穂浪士47人および中途で自害した萱野重実などを主祭神とする。主君の仇討ちという大願を果たした祭神に因み、「大願成就」の神徳で信仰を集める。

### 歴史
赤穂事件以降、赤穂浪士を称揚する人々によって旧赤穂城内の大石邸内に小さな祠が設けられ密かに祀られていたが、明治維新になり城売却と建物の破壊により耕地として払い下げられる。千種川（ちくさがわ）の洪水などもあり跡地は荒廃した。
1900年（明治33年）、あらためて「大石神社」として神社を創建することが政府から許可されたが、建築の募金が集まらず難航、大町桂月ら右翼や国粋主義者の反対もあった。1910年（明治43年）4月にようやく起工し、1912年（大正元年）に社殿が竣工した。1928年（昭和3年）、無格社から県社に昇格された。
第二次世界大戦後、城内の神社に祀られていた赤穂藩主・浅野氏の3代（長直・長友・長矩）および、城外の赤穂神社に祀られていた、浅野家の後に赤穂藩主となった森家の遠祖の七武将（森可成、森可隆、森長可、森成利（蘭丸）、森長隆（坊丸）、森長氏（力丸）、森忠政）を合祀した。
また、神社本庁の別表神社に加列されている。2000年（平成12年）、赤穂神社と大石神社、および稲荷神社や恵比寿社などとの合祀により新たに赤穂大石神社として創祀。

### 高麗犬
- 境内には 高麗犬（こまいぬ）の石像が随所に見られる。通常の神社における狛犬より獅子の要素が薄く犬に近い。
- 義士宝物殿には「犬の受け取り証」も展示されており[4]、浅野家治世の赤穂が犬と非常に縁があった史料となっている。当社は犬を連れて参拝できる全国でも稀有な神社である。

### 境内
本殿、拝殿のほか、境内社として浅野家が藩主だった時代から藩民の崇敬を受けた摂末社が多数ある。宝物展示施設として、赤穂浪士の遺品などを陳列する義士宝物殿、長矩・四十七士らの木像を展示する義士木像奉安殿、大石邸長屋門（国の史跡「大石良雄宅跡」のうち）などがある。
- 本殿 - 1912年（大正元年）建立。
- 拝殿 - 1912年（大正元年）建立。
- 社務所
- 境内社合祀殿 - 国助稲荷社、淡嶋社、恵美寿宮、天満宮、山鹿社、八田社、忠魂社
- 義士史料館 - 日本博物館協会会員館[5]、兵庫県博物館協会加盟館[6]。全国歴史民俗系博物館協議会加盟館[7]。またひょうごっ子ココロンカード[8]の対象施設になっている。
  - 義士宝物殿 - 大石内蔵助が所持していた備前長船清光・康光の大小刀、肖像掛軸など義士所縁の品々を展示。
  - 義士宝物殿別館 - 浅野家・大石家・森家の宝物を展示。
  - 義士木像奉安殿 - 山崎朝雲、平櫛田中ら現代彫刻家による義士の彫像を展示。全49体。
  - 大石邸庭園（国指定史跡）
  - 大石邸長屋門（国指定史跡）

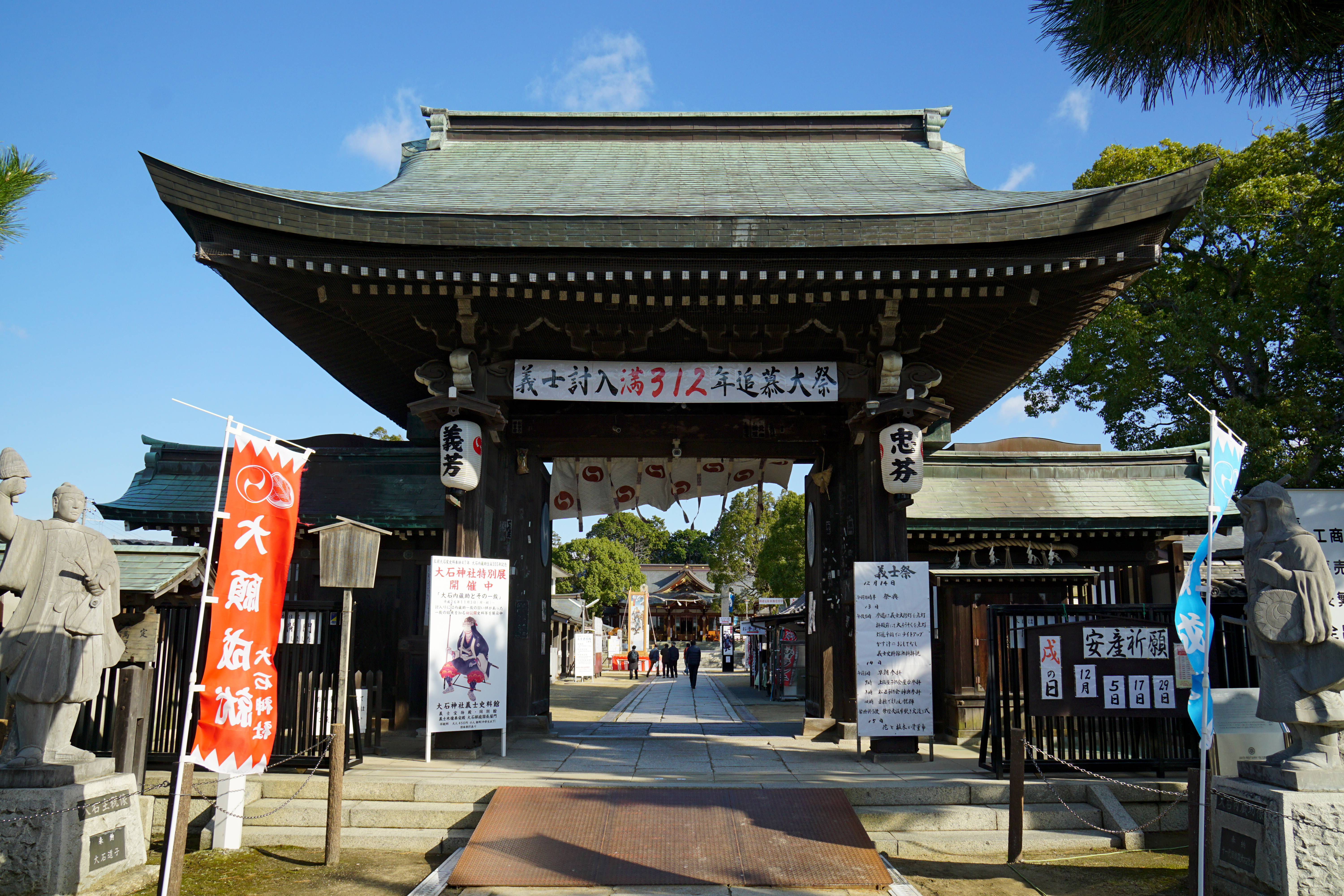
土蔵
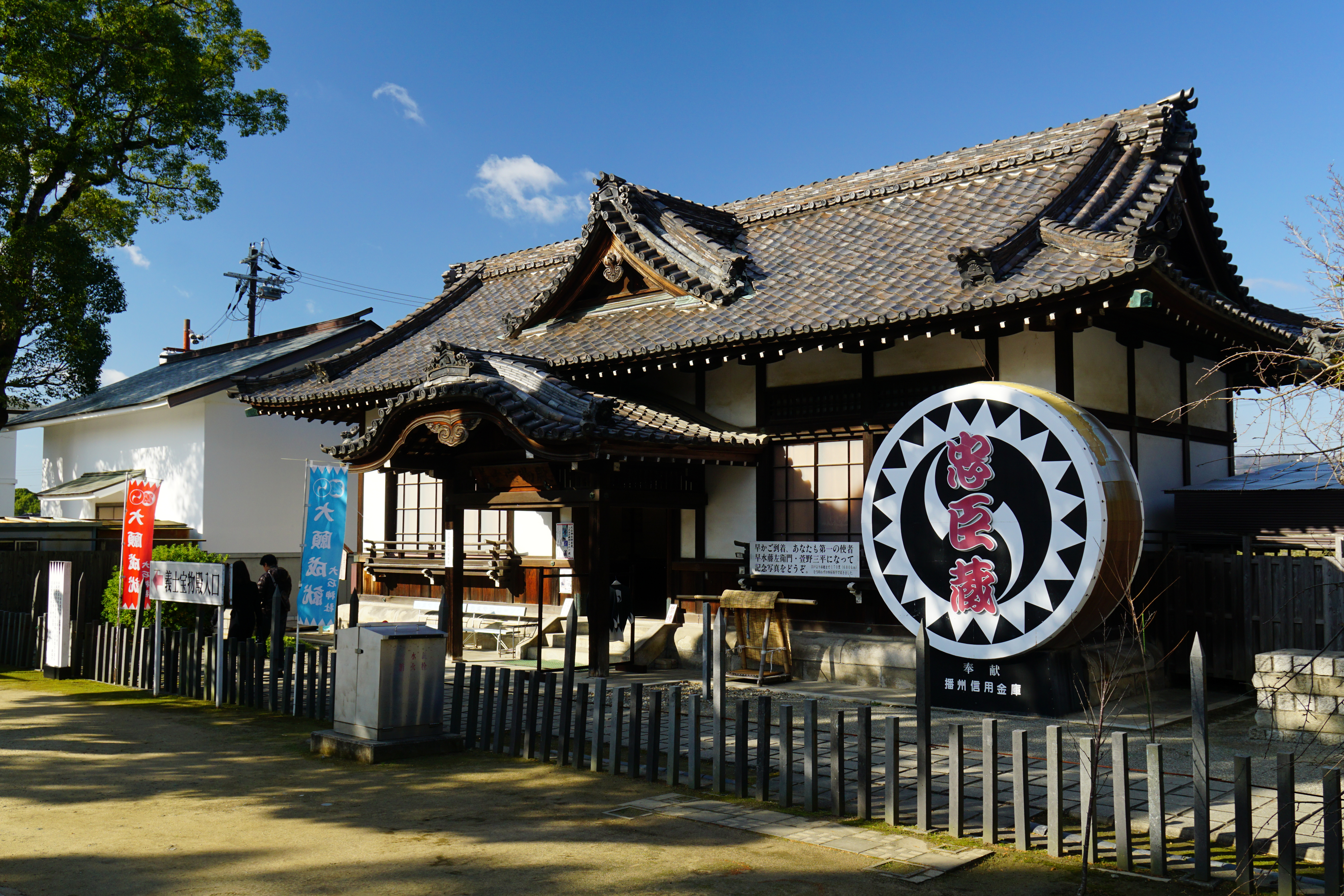
大石稲荷社
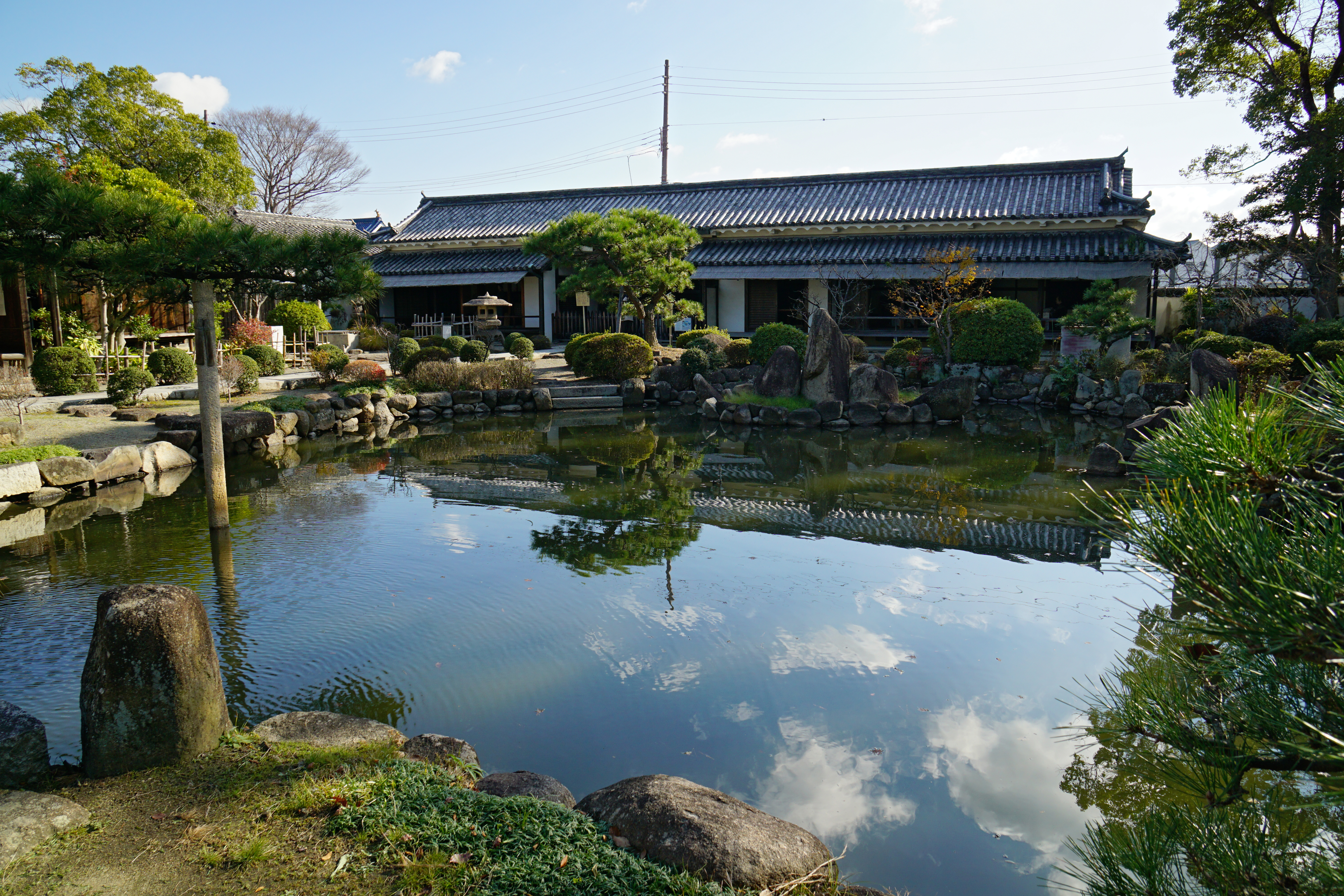
神門
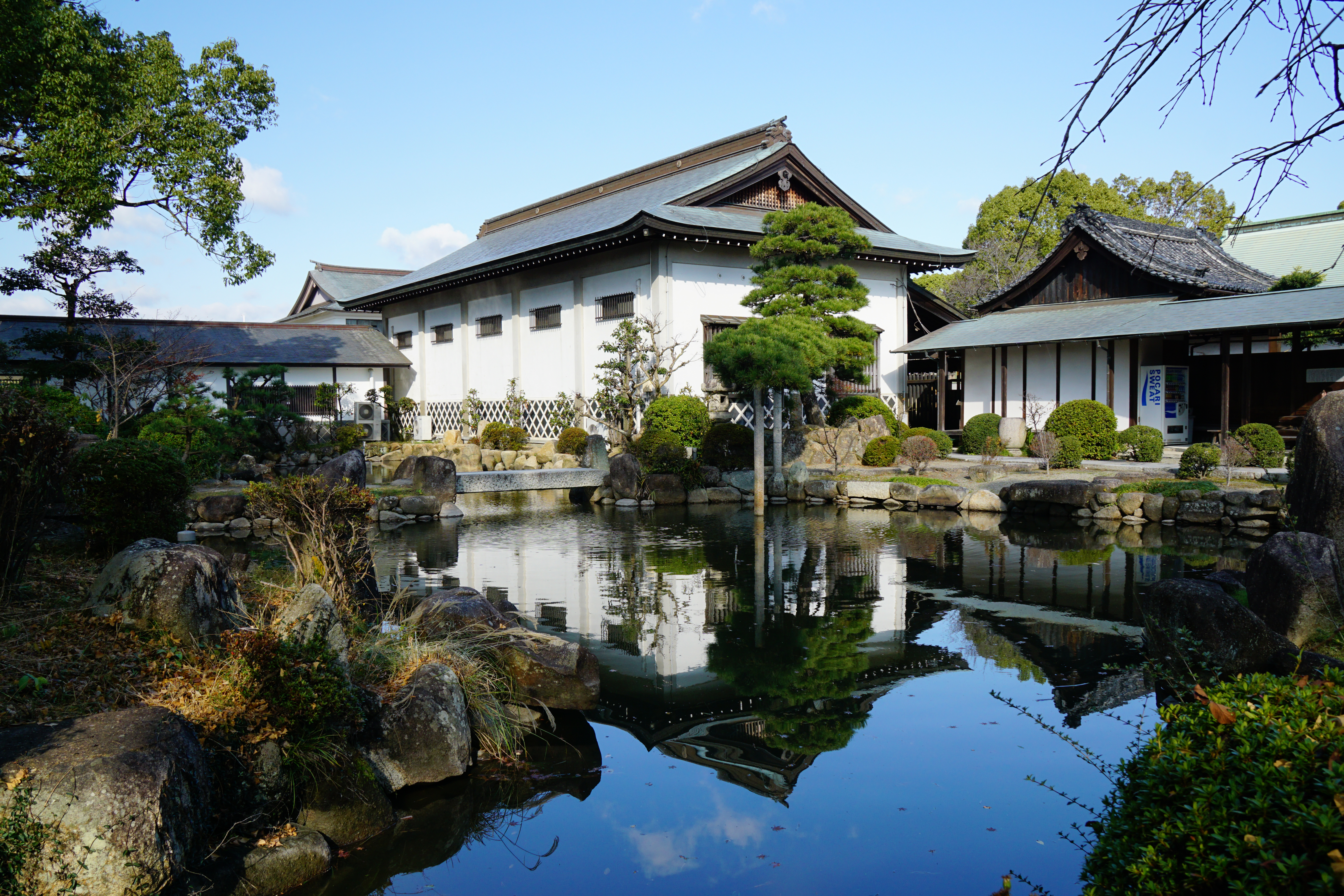
赤穂義士石造群

- 神門
- 義士宝物殿
- 大石邸長屋門・庭園
- 義士木像奉安殿と庭園

### 文化財

#### 国指定史跡
- 大石良雄宅跡 - 管理団体は赤穂市。

### 祭典・年中行事
- 1月15日 - とんど祭
- 4月第2日曜日 - 春の義士祭
- 5月5日 - 大石力餅
- 6月30日 - お田植祭
- 10月日曜日 - 抜穂祭
- 12月14日 - 赤穂義士祭

### 交通
- JR西日本赤穂線 播州赤穂駅より徒歩15分。

## 大石神社（京都）
京都市山科区にある。旧社格は府社。大石良雄（内蔵助）を祀る。社地の付近は、元禄14年（1701年）7月から元禄15年（1702年）9月まで良雄が京都に隠棲し、義挙の議をめぐらしたときに居宅を構えた地である。主君の仇討ちという大願を果たした祭神に因み、「大願成就」の神徳で信仰を集める。

### 歴史
昭和初期、赤穂浪士を熱心に崇拝していた浪曲師の吉田大和之丞（2代目吉田奈良丸）が、良雄ゆかりの地である岩屋寺の北隣りに神社を創建することを計画した。府・市など関係方面に活動を行った結果、府知事を会長とする大石神社建設会などが設立され、募金によって1935年（昭和10年）に社殿が竣工した。
なお、創立が許可されたのは1933年（昭和8年）12月9日であった。また、1937年（昭和12年）4月に府社に列せられた。

### 境内
- 本殿 - 1935年（昭和10年）建立。
- 拝殿 - 1935年（昭和10年）建立。
- 義人社 - 摂社。討入のための武器を納入したといわれる天野屋利兵衛を祀る。
- 社務所
- 宝物殿

### 小型馬
- 境内では、ミニホースの「花子」が平成19年（2007年）から飼育されている。

### 外部リンク

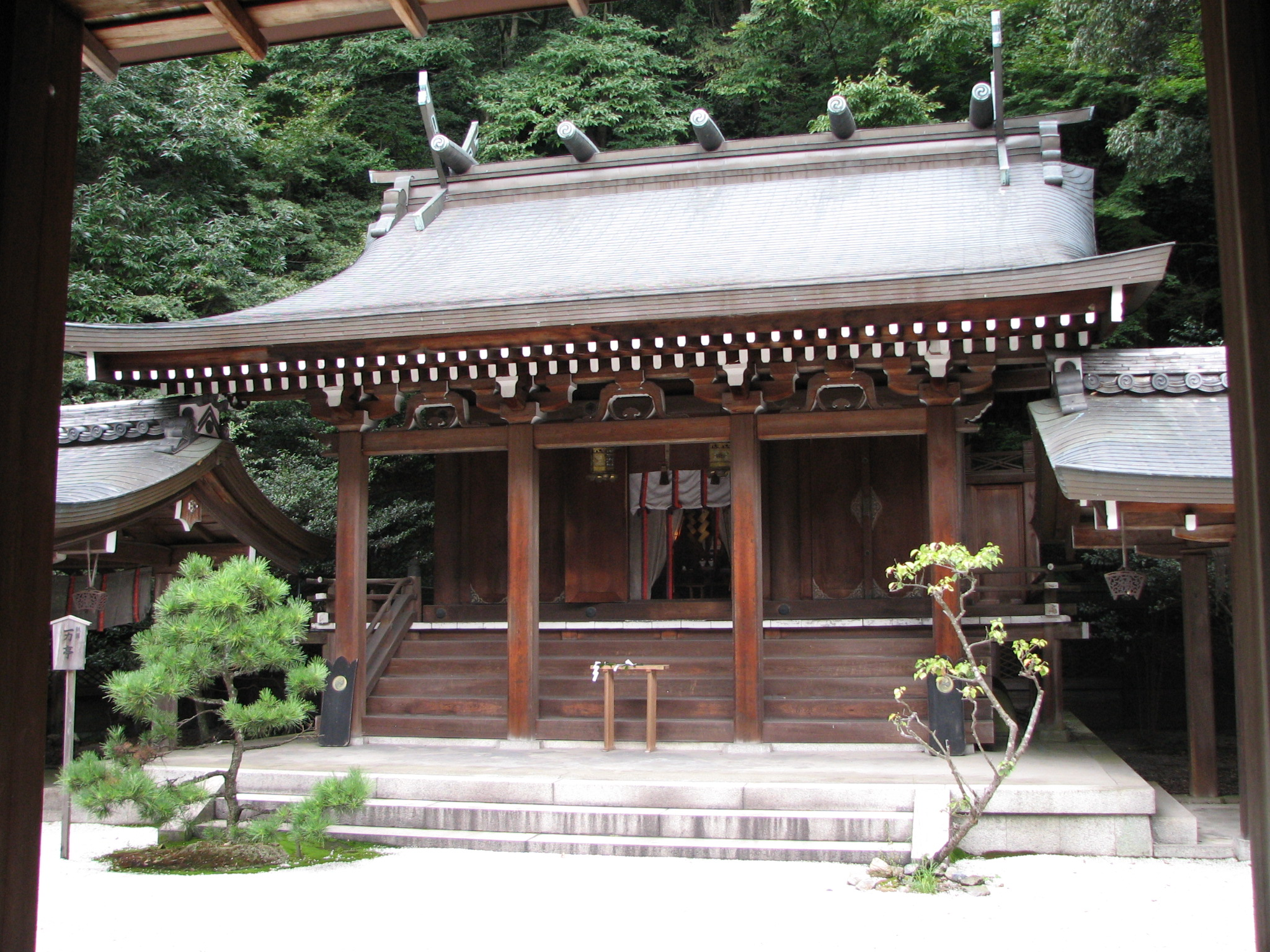
本殿

### 交通[9]
- 京阪バス 大石神社前バス停より徒歩1分。